# 嗜苦菌属
嗜苦菌属也称嗜酸菌属，为嗜苦菌科的一个属。该属的模式种为星名氏嗜酸菌（Picrophilus oshimae）。

## 下属物种
- 星名氏嗜酸菌 Picrophilus oshimae Schleper et al. 1996，该物种以日本生物化学家大岛星名（Tairo Oshima）的名字命名。
- Picrophilus torridus Zillig et al. 1996